# Festival di Sanremo 2001
Il cinquantunesimo Festival di Sanremo si svolse al teatro Ariston di Sanremo dal 26 febbraio al 3 marzo 2001 con la conduzione di Raffaella Carrà, terza donna a ricoprire il ruolo di presentatrice principale del Festival (dopo Maria Giovanna Elmi e Loretta Goggi), affiancata da Megan Gale, Massimo Ceccherini ed Enrico Papi. Piero Chiambretti curò, invece, gli interventi comici nelle cinque serate, durante le quali intrattenne il pubblico con una parodia del Festival di Napoli allestito in un palchetto dell'Ariston.
Nei progetti originali della Rai, Carrà avrebbe dovuto essere affiancata alla co-conduzione da Fiorello, il quale nel dicembre 2000 rinunciò all'incarico, nonostante la sua presenza fosse stata già ufficializzata (vi andò, però, in qualità di ospite nel corso di una serata).
La direzione artistica fu curata ancora una volta da Mario Maffucci, la regia da Sergio Japino, la scenografia da Mario Catalano e la direzione musicale dal maestro Gianfranco Lombardi.
L'edizione fu vinta da Elisa con il brano Luce (tramonti a nord est) per la sezione Campioni, la quale conquistò anche il Premio della Critica, e dai Gazosa con il brano Stai con me (Forever) per la sezione Nuove proposte. Per Elisa, fino a quel momento interprete unicamente in lingua inglese, Luce (tramonti a nord est) rappresentò il primo brano in italiano della propria carriera, accompagnata durante l'esibizione sul palco, pur se in forma non accreditata, dai Solis String Quartet. Insieme a lei, sul podio si piazzarono Giorgia con Di sole e d'azzurro e i Matia Bazar con Questa nostra grande storia d'amore, rispettivamente al secondo e al terzo posto. Vincitore occulto della kermesse fu considerato Zucchero Fornaciari, tra gli autori dei due brani di Elisa e Giorgia, così come altra vincitrice morale dell'edizione fu Caterina Caselli, la cui casa discografica aveva sotto contratto sia Elisa sia i Gazosa.
Sul piano televisivo, quest'edizione non riuscì a soddisfare appieno le aspettative prefissate, sia sul piano degli ascolti sia della conduzione; in quest'ultimo caso, inoltre, finirono al centro di polemiche gli interventi di Papi e di Ceccherini, criticati per la loro eccessiva volgarità: il primo, in particolare, fu pubblicamente e duramente ripreso anche dall'allora first lady Franca Ciampi.
Riguardo agli ospiti della manifestazione, furono sollevate grandi polemiche alla vigilia della partecipazione del rapper Eminem (all'epoca alla sua prima esibizione in Italia), che però non diede luogo ad alcuno scandalo; al contrario, a destare scalpore furono i Placebo, in particolare il loro frontman Brian Molko che, visibilmente in stato di ebbrezza, diede in escandescenza scagliando la propria chitarra contro un amplificatore al termine della performance, facendo infuriare il pubblico in sala e costringendo successivamente la conduttrice a scusarsi pubblicamente per l'accaduto. Destò qualche perplessità anche la convocazione come ospite della rocker ucraina Katia Bujinskaia, la quale era infatti del tutto sconosciuta al pubblico italiano ma, per ragioni mai chiarite, la sua presenza venne preannunciata come quella di un'ospite di grande levatura internazionale. Ancora più clamoroso l'annullamento della sua esibizione, quando già la sua presenza era diventata un caso, per via della crisi di ascolti; la Bujinskaja fu quindi presentata solamente al Dopofestival, perdipiù a notte inoltrata.
Altra querelle che si creò fu quella tra il gruppo hip hop Sottotono (in gara con la canzone Mezze verità) e la trasmissione televisiva Striscia la notizia, che lì accusò di aver plagiato la canzone Bye Bye Bye degli NSYNC; secondo una versione dei fatti, i Sottotono arrivarono ad aggredire fisicamente Valerio Staffelli, il quale sarebbe dovuto ricorrere alle cure mediche.

## Partecipanti e classifica finale

### SezioneCampioni

Elisa, vincitrice assoluta dell'edizione con Luce (tramonti a nord est), canzone premiata con sei riconoscimenti – record nella storia di Sanremo – compreso il primo posto nella sezione Campioni.

| Pos. | Interprete       | Brano                                         | Autori                                                                                | Ultima partecipazione |
| ---- | ---------------- | --------------------------------------------- | ------------------------------------------------------------------------------------- | --------------------- |
| 1º   | Elisa            | Luce (tramonti a nord est)                    | E. Toffoli e A. Fornaciari                                                            | Esordio               |
| 2º   | Giorgia          | Di sole e d'azzurro                           | A. Fornaciari, M. Saggese e M. Vergnaghi                                              | 1996                  |
| 3º   | Matia Bazar      | Questa nostra grande storia d'amore           | G. Golzi e P. Cassano                                                                 | 2000                  |
| 4º   | Michele Zarrillo | L'acrobata                                    | V. Incenzo e M. Zarrillo                                                              | 1996                  |
| 5º   | Paola Turci      | Saluto l'inverno                              | P. Turci e C. Consoli                                                                 | 1998                  |
| 6º   | Jenny B          | Anche tu                                      | G. Golzi e P. Cassano                                                                 | 2000                  |
| 7º   | Alex Britti      | Sono contento                                 | A. Britti                                                                             | 1999                  |
| 8º   | Gigi D'Alessio   | Tu che ne sai                                 | V. D'Agostino e L. D'Alessio                                                          | 2000                  |
| 9º   | Fabio Concato    | Ciao Ninìn                                    | F. Concato                                                                            | Esordio               |
| 10º  | Anna Oxa         | L'eterno movimento                            | G. Fulcheri e Laurex                                                                  | 1999                  |
| 11º  | Peppino di Capri | Pioverà (Habibi ené)                          | F. Del Prete, Dicapri e M. Vitale                                                     | 1995                  |
| 12º  | Gianni Bella     | Il profumo del mare                           | G. Bella e Mogol                                                                      | 1991                  |
| 13º  | Syria            | Fantasticamenteamore                          | B. Antonacci e S. Lanza                                                               | 1997                  |
| 14º  | Sottotono        | Mezze verità                                  | M. Cellamaro e M. Dagani                                                              | Esordio               |
| 15º  | Quintorigo       | Bentivoglio Angelina (Kon tutto il mio amaro) | M. De Leonardis, V. Bianchi, A. Costa, G. Costa, S. Ricci, M. Montanari e G. Facchini | 1999                  |
| 16º  | Bluvertigo       | L'assenzio (The Power of Nothing)             | M. Castoldi e L. Urbani                                                               | Esordio               |

### SezioneGiovani

I Gazosa, vincitori della sezione Giovani con Stai con me (Forever).

| Pos. | Interprete                        | Brano                    | Autori                                                                            | Ultima partecipazione |
| ---- | --------------------------------- | ------------------------ | --------------------------------------------------------------------------------- | --------------------- |
| 1º   | Gazosa                            | Stai con me (Forever)    | E. Caterini, S. Nasuti e S. Borzi                                                 | Esordio               |
| 2º   | Moses                             | Maggie                   | M. Di Franco, S. Moschetto e A. Zuppini                                           | Esordio               |
| 3º   | Francesco Boccia e Giada Caliendo | Turuturu                 | F. Boccia e Gianfranco Caliendo                                                   | Esordio               |
| 4º   | Principe e Socio M.               | Targato NA               | M. Spenillo e A. De Carmine                                                       | Esordio               |
| 5º   | Carlotta                          | Promessa                 | Carlotta, Assolo, L. Angelosanti, M. De Iaco, D. Massa, F. Morettini e A. Zuccaro | Esordio               |
| 6º   | Francesco Renga                   | Raccontami...            | P. Renga                                                                          | 1991                  |
| 7º   | Paolo Meneguzzi                   | Ed io non ci sto più     | R. Zappalorto                                                                     | Esordiente            |
| 8º   | Carlito                           | Emily                    | C. De Bei                                                                         | Esordienti            |
| 9º   | XSense                            | Luna                     | P. Brera, A. Branca, J. Monasta e G. Godi                                         | Esordienti            |
| 10º  | Roberto Angelini                  | Il Signor Domani         | R. Angelini                                                                       | Esordiente            |
| 11º  | Sara 6                            | Bocca                    | S. Occhipinti e M. Gardella                                                       | 1998                  |
| 12º  | Velvet                            | Nascosto dietro un vetro | P. Ferrantini, G. Cornetta, A. Sgreccia e P. Bazzoffi                             | Esordienti            |
| 13º  | Stefano Ligi                      | Battiti                  | S. Ligi e R. Costa                                                                | Esordiente            |
| 14º  | Riky Anelli                       | Ho vinto un viaggio      | R. E. Anelli, B. Santori e C. H. Sementina                                        | Esordiente            |
| 15º  | Pincapallina                      | Quando io                | P. Milzani                                                                        | Esordienti            |
| 16º  | Isola Song                        | Grazie                   | S. Melis e G. Melis                                                               | Esordienti            |

## Serate

### Prima serata
Nel corso della prima serata si esibirono tutti i 16 Campioni in gara, senza votazione.
Ospiti
- Mike Bongiorno
- Laura Pausini - La solitudine/In assenza di te/Tra te e il mare e Il mio sbaglio più grande

### Seconda serata
Nel corso della seconda serata si esibirono 8 dei 16 Campioni in gara, votati dalla Giuria di qualità e dalla Giuria demoscopica dei consumatori di dischi.
Inoltre, si sono esibiti i primi 8 artisti della sezione Giovani, anch'essi votati dalle due giurie citate sopra.
Ospiti
- Russell Crowe
- Eminem e i D12 - I'm Back/Purple Pills/The Real Slim Shady

### Terza serata
Nel corso della terza serata si esibirono i rimanenti 8 dei 16 Campioni in gara, votati dalla Giuria di qualità e dalla Giuria demoscopica dei consumatori di dischi.
Inoltre, si sono esibiti i restanti 8 artisti della sezione Giovani, votati sempre da entrambe le giurie.
Ospiti
- Fiorello
- Pino Daniele - Napule è/Quando/Gente di frontiera e Tempo di cambiare
- Anastacia - I'm Outta Love
- Westlife - I Lay My Love on You

### Quarta serata
Nella quarta serata si esibirono tutti i 16 Giovani in gara, stavolta votati dalla Giuria demoscopica popolare. In seguito è stata annunciata la classifica dal sedicesimo al quarto posto e furono infine proclamati i primi tre classificati, in base alla graduatoria risultante dalla somma dei voti espressi dalle tre giurie.
Ospiti
- Stefano Bettarini
- Placebo - Special K

### Quinta serata - Finale
Nella serata finale si esibirono tutti i 16 Campioni in gara, votati dalla Giuria demoscopica popolare. Al termine di tutte le esibizioni fu proclamata una classifica parziale con la somma dei voti assegnati nelle serate precedenti dalla Giuria di qualità e da quella dei Consumatori di dischi, seguita da quella altrettanto parziale della Giuria demoscopica popolare. In seguito venne annunciata la classifica definitiva dal sedicesimo al quarto posto, determinata in base alla graduatoria risultante dalla somma dei voti espressi dalle tre giurie (ognuna con il peso di un terzo), e furono proclamati i primi tre classificati.
Campioni
- Vincitore
- Secondo classificato
- Terzo classificato

| Ordine di uscita | Artista          | Brano                                         | Voti quinta serata              | Voti quinta serata   | Classifica generale |
| Ordine di uscita | Artista          | Brano                                         | Qualità + Consumatori di dischi | Demoscopica popolare | Classifica generale |
| ---------------- | ---------------- | --------------------------------------------- | ------------------------------- | -------------------- | ------------------- |
| 1                | Peppino di Capri | Pioverà (Habibi ené)                          | 11º posto                       | 10º posto            | 11º posto           |
| 2                | Jenny B          | Anche tu                                      | 6º posto                        | 7º posto             | 6º posto            |
| 3                | Fabio Concato    | Ciao Ninìn                                    | 9º posto                        | 13º posto            | 9º posto            |
| 4                | Elisa            | Luce (tramonti a nord est)                    | 1º posto                        | 2º posto             | 1º posto            |
| 5                | Alex Britti      | Sono contento                                 | 4º posto                        | 11º posto            | 7º posto            |
| 6                | Matia Bazar      | Questa nostra grande storia d'amore           | 2º posto                        | 3º posto             | 3º posto            |
| 7                | Michele Zarrillo | L'acrobata                                    | 7º posto                        | 5º posto             | 4º posto            |
| 8                | Syria            | Fantasticamenteamore                          | 16º posto                       | 8º posto             | 13º posto           |
| 9                | Gigi D'Alessio   | Tu che ne sai                                 | 5º posto                        | 9º posto             | 8º posto            |
| 10               | Paola Turci      | Saluto l'inverno                              | 8º posto                        | 4º posto             | 5º posto            |
| 11               | Bluvertigo       | L'assenzio (The Power of Nothing)             | 13º posto                       | 16º posto            | 16º posto           |
| 12               | Giorgia          | Di sole e d'azzurro                           | 3º posto                        | 1º posto             | 2º posto            |
| 13               | Quintorigo       | Bentivoglio Angelina (Kon tutto il mio amaro) | 14º posto                       | 14º posto            | 15º posto           |
| 14               | Anna Oxa         | L'eterno movimento                            | 15º posto                       | 6º posto             | 10º posto           |
| 15               | Gianni Bella     | Il profumo del mare                           | 12º posto                       | 12º posto            | 12º posto           |
| 16               | Sottotono        | Mezze verità                                  | 10º posto                       | 15º posto            | 14º posto           |

Ospiti
- Antonio Banderas
- Enya - Wild Child
- Sandro Ciotti (dalla platea)
- Ricky Martin - Nobody Wants to Be Lonely e She Bangs

## Premi

### SezioneCampioni
- Vincitore 51º Festival di Sanremo: Elisa con Luce (tramonti a nord est)
- Podio - secondo classificato 51º Festival di Sanremo: Giorgia con Di sole e d'azzurro
- Podio - terzo classificato 51º Festival di Sanremo: Matia Bazar con Questa nostra grande storia d'amore
- Premio della Critica "Mia Martini" sezione Campioni: Elisa con Luce (tramonti a nord est)
- Premio della Sala Stampa Radio e TV sezione Campioni: Elisa con Luce (tramonti a nord est)[11]

### SezioneGiovani
- Vincitore 51º Festival di Sanremo sezione Giovani: Gazosa con Stai con me (Forever)
- Podio - secondo classificato 51º Festival di Sanremo sezione Giovani: Moses con Maggie
- Podio - terzo classificato 51º Festival di Sanremo sezione Giovani: Francesco e Giada con Turuturu
- Premio della Critica "Mia Martini" sezione Giovani: Francesco Renga con Raccontami... e Roberto Angelini con Il Signor Domani
- Premio della Sala Stampa Radio e TV sezione Giovani: Francesco Renga con Raccontami...[11]

### Altri premi
- Premio Autori: Elisa con Luce (tramonti a nord est)
- Premio Volare per il miglior testo: Carlo De Bei per Emily
- Premio Volare per la migliore musica: Alex Britti per Sono contento
- Premio Volare per la miglior interpretazione: Elisa per Luce (tramonti a nord est)
- Premio Volare il miglior arrangiamento: Quintorigo e Guido Facchini per Bentivoglio Angelina (Kon tutto il mio amaro)
- Premio "Miglior interprete del Festival" della Giuria di qualità: Elisa con Luce (tramonti a nord est)[12]
- Premio alla carriera "Città di Sanremo": Domenico Modugno (postumo)

## Orchestra
L'orchestra, composta da musicisti della Rai, è stata diretta dal maestro Gianfranco Lombardi. Le canzoni dei cantanti in gara sono state dirette da:
- Michael Baker per Giorgia
- Federico Capranica per Alex Britti e Roberto Angelini
- Carlo Carcano per Bluvertigo
- Roberto Colombo per i Pincapallina
- Roberto Costa per Stefano Ligi
- Angelo Di Martino per i Velvet
- Beppe D'Onghia per Michele Zarrillo
- Lucio Fabbri per Jenny B e Matia Bazar
- Maurizio Fabrizio per Fabio Concato
- Guido Facchini per i Quintorigo
- Clemente Ferrari per Paola Turci
- Franco Godi per XSense
- Margherita Graczyk per Elisa e Gazosa
- Umberto Iervolino per Francesco Renga
- Bruno Illiano per Peppino di Capri
- Saverio Lanza per Syria
- Francesco Morettini per Carlotta
- Mario Natale per Isola Song e i Carlito
- Luca Orioli per Sara 6
- Adriano Pennino per Gigi D'Alessio e Francesco e Giada
- Roberto Rossi per Paolo Meneguzzi
- Bruno Santori per Riki Anelli
- Renato Serio per Gianni Bella
- Vince Tempera per Moses
- Giuseppe Vessicchio per Anna Oxa e i Sottotono
- Valter Vincenti per Principe e Socio M.
- Celso Valli per l’ospite Laura Pausini

## Sigla
La sigla di quest'edizione, dal titolo È la mia musica, è stata scritta e cantata da Raffaella Carrà.

## Giuria di qualità
- Gino Paoli (presidente)
- Iva Zanicchi
- Margherita Buy
- Francesca Archibugi
- Omar Calabrese
- Saverio Marconi
- Alberto Testa
- Giovanni Veronesi
- Piero Vivarelli

## Dopofestival
Quest'edizione del programma, che prende il titolo Dopo il festival tutti da me, viene condotta da Enrico Papi con Raffaella Carrà.

## IlFestival di Napolidi Piero Chiambretti
Come momento ricreativo delle cinque serate di spettacolo del Festival, Piero Chiambretti, "vista la grande concentrazione di pubblico napoletano in sala, e visto anche il rinnovato vigore con il quale è stato rilanciato il Sud da Umberto Bossi, che si riscopre napoletano", ripropone il Festival di Napoli al Festival di Sanremo. Per questa iniziativa ironica ideata da Chiambretti, si presteranno i cantanti napoletani Mario Trevi, Mario Da Vinci (reduci dei Festival di Napoli degli anni sessanta-settanta), Antonello Rondi e Lello Di Domenico. Durante questo momento di intrattenimento, viene ricordato da Piero Chiambretti che il primo Festival della Canzone Napoletana si è tenuto a Sanremo il 24 dicembre 1931.

## Altri ospiti
- Ronan Keating - Lovin' Each Day
- Faith Hill - The Way You Love Me
- 30 Odd Foot of Grunts - Things Have Got to Change e Sail Those Same Oceans
- Moby - South Side
- Piero Pelù - Né buoni né cattivi/Toro loco e Bomba boomerang

## Scenografia
La scenografia del Festival è stata curata dallo scenografo Mario Catalano, che per l'occasione ha creato una scenografia completamente bianca, dalle forme spigolose e ispirata al varietà. Il fondale era caratterizzato da un rigido sipario motorizzato a forma di V che, aprendosi, celava una piattaforma mobile utilizzabile a seconda dell'esigenza; sullo sfondo vi erano diversi pannelli di colore bianco (utilizzati anche nel resto dell'impianto scenico) e una serie di luci che componevano la scritta Sanremo 2001 in stampatello maiuscolo.
Al posto della tradizionale scalinata vi erano due distinte scalinate laterali — quella a sinistra utilizzata eventualmente per gli ospiti, la conduttrice e i co-conduttori e quella a destra utilizzata per l'ingresso dei cantanti — ai cui piedi erano poste due distinte buche in cui era disposta una parte dell'orchestra (il resto degli orchestrali era disposto ai lati del palco). Ai piedi di quest'ultimo vi era una rappresentazione del panorama costiero di Sanremo in notturna.

## Piazzamenti in classifica

### Singoli
| Artista           | Singolo                             | Italia (Massima posizione raggiunta) |
| ----------------- | ----------------------------------- | ------------------------------------ |
| Elisa             | Luce (tramonti a nord est)          | 1                                    |
| Giorgia           | Di sole e d'azzurro                 | 2                                    |
| Alex Britti       | Sono contento                       | 2                                    |
| Bluvertigo        | L'assenzio                          | 12                                   |
| Sottotono         | Mezze verità                        | 14                                   |
| Paola Turci       | Saluto l'inverno                    | 15                                   |
| Michele Zarrillo  | L'acrobata                          | 19                                   |
| Quintorigo        | Bentivoglio Angelina                | 22                                   |
| Gazosa            | Stai con me (forever)               | 23                                   |
| Francesco Renga   | Raccontami...                       | 24                                   |
| Francesco e Giada | Turu turu                           | 24                                   |
| Anna Oxa          | L'eterno movimento                  | 25                                   |
| Syria             | Fantasticamenteamore                | 26                                   |
| Carlotta          | Promessa                            | 41                                   |
| Matia Bazar       | Questa nostra grande storia d'amore | 41                                   |
| Moses             | Maggie                              | 45                                   |

## Ascolti
Risultati di ascolto delle varie serate, secondo rilevazioni Auditel:
| Serata             | Messa in onda      | I parte            | I parte            | II parte           | II parte           | Media          | Media  |
| Serata             | Messa in onda      | Telespettatori     | Share              | Telespettatori     | Share              | Telespettatori | Share  |
| ------------------ | ------------------ | ------------------ | ------------------ | ------------------ | ------------------ | -------------- | ------ |
| I                  | 26 febbraio 2001   | 15647000           | 51,47%             | 9059000            | 52,14%             | 12353000       | 51,98% |
| II                 | 27 febbraio 2001   | 12325000           | 43,22%             | 8572000            | 45,61%             | 10539000       | 43,85% |
| III                | 1º marzo 2001      | 12525000           | 41,99%             | 8165000            | 49,52%             | 10345000       | 44,39% |
| IV                 | 2 marzo 2001       | 11140000           | 39,57%             | 9089000            | 52,75%             | 10115000       | 43,01% |
| Finale             | 3 marzo 2001       | 13782000           | 51,70%             | 12341000           | 66,91%             | 13062000       | 57,25% |
| Media delle serate | Media delle serate | Media delle serate | Media delle serate | Media delle serate | Media delle serate | 11283000       | 48,10% |

Il 28 febbraio il festival non andò in onda per lasciare spazio alla partita amichevole di calcio Italia-Argentina.

## Compilation
- Super Sanremo 2001
- Sanremo 2001